# Cantonul Poitiers-6
Cantonul Poitiers-6 este un canton din arondismentul Poitiers, departamentul Vienne, regiunea Poitou-Charentes, Franța.

## Comune
| Comune   | Populație (1999) | Cod poștal | Cod INSEE |
| -------- | ---------------- | ---------- | --------- |
| Biard    | 1 585            | 86580      | 86027     |
| Poitiers | 89 253 (1)       | 86000      | 86194     |